# Тім Гарфорд
Тім Гарфорд (англ. Tim Harford; нар. 27 вересня 1973 р.) — британський економіст, журналіст, головний оглядач Financial Times, ведучий радіостанції BBC з програмою More or Less (Більше або менше), автор кількох бестселерів, а також ведучий серії iTunes «П'ятдесят речей, які зробили сучасну економіку». Він виступав у TED, PopTech та Sydney Opera House. Він є асоційованим членом Оксфордського Наффілд-коледжу  та почесним членом Королівського статистичного товариства (англ. Royal Statistical Society). Живе в Оксфорді з дружиною і трьома дітьми.

## Освіта
Тім Гарфорд здобув освіту у британській гімназії Ейлсбері (Aylesbury Grammar School), а потім в Оксфордському коледжі Брейсноуз. У 1998 році отримав ступінь бакалавра філософії, політики та економіки, а пізніше — магістра філософії з економіки.

## Кар'єра
Тім Гарфорд вперше приєднався до Financial Times як стипендіат премії Пітера Мартіна (Peter Martin) в 2003 році, а після участі у діяльності Світового банку в якості консультанта у Вашингтоні й ведучого блогу розвитку приватного сектора (англ. Private Sector Development Blog), він приєднався до команди лідерів-письменників FT у 2006 році й зараз працює провідним економічним оглядачем журналу. Його довготривала колонка The Undercover Economist (Таємний економіст) розкриває економічні ідеї, що стоять за повсякденним досвідом. Також він пише огляди, інтерв'ю та тематичні статті для FT. Він – сповідує теорію розумного використання економічної могутності, виступає на TED, PopTech і Sydney Opera House.
Першу книгу The Undercover Economist (2005 р.) було продано понад 1,5 мільйона примірників по всьому світу, перекладених 30 мовами. Його остання книга Fifty Inventions That Made The Modern Economy (укр. Речі, що змінили світ. Історія економіки в 50 винаходах) після публікації у 2017 році відразу стала бестселером серед бізнес-книг за версією у Sunday Times, отримала нагороду Книга року Bloomberg Business Week та Financial Times, увійшла у Топ 20 ділової книги року Amazon.
Як телеведучий, він представив телевізійні та радіосеріали для BBC, включаючи «More or Less» та «50 Things That Made the Modern Economy», які The Times нещодавно оцінили у десятці найкращих у світі підкастів.
Гарфорд з'явився на Colbert Report, Newsnight, Marketplace, Planet Money, PM, Today, The One Show і багатьох інших популярних радіо- і телепередачах. Його твори були опубліковані провідними журналами та газетами по обидва боки Атлантики, включаючи Esquire, Forbes, Wired, журнал New York, Guardian, Sunday Times, Washington Post і New York Times.

## Нагороди
- Коментатор Наука і дані (англ. Science and Data Commentator) 2018 року.
- Лауреат премії Бастіа (англ. Bastiat Prize) за економічну журналістику 2016 року.
- Переможець нагороди журналістської премії Королівського статистичного товариства 2015 року.
- Лауреат премії Рибчинського Товариства професійних економістів (англ. Society of Professional Economists) 2014-2015 рр.
- Економічний Коментатор (англ. Economics Commentator) 2014 року.
- Лауреат премії Бастіа за економічну журналістику 2006 року.[11]

У 2018 році книга Fifty Things була номінована на премію Webby, а програма BBC Radio 4 More or Less отримала нагороду «кращі радіо новини та програма поточних подій» британської групи «Голос глядача та слухача» (Voice of the Listener & Viewer).
Програма More or Less неодноразово нагороджувалась за видатні досягнення у журналістиці Королівським статистичним товариством (RSS), здобувши нагороди у 2010 та 2013 роках, та відзначення з особливими нагородами у 2011, 2012 та 2014 роках. Гарфорд також представив програму World Service, що отримала нагороду AIB Radio Journalism 2015 року.